# Apsilocera verticillata
Apsilocera verticillata är en stekelart som beskrevs av Boucek 1956. Apsilocera verticillata ingår i släktet Apsilocera och familjen puppglanssteklar. Arten är reproducerande i Sverige. Inga underarter finns listade.